# Bahnstrecke Skövde–Karlsborg
| Karlsborgsbanan bei Mölltorp (2006) |                      |                                  |                                  |
| Streckennummer: | 78                   |                                  |                                  |
| Kursbuchstrecke: | 64 (1982)            |                                  |                                  |
| Streckenlänge: | 45 km                |                                  |                                  |
| Spurweite: | 1435 mm (Normalspur) |                                  |                                  |
| Stromsystem: | 15 kV 16⅔ Hz ~       |                                  |                                  |
| |                      |                                  |                                  |
| \| \| \| Motala (bis 1937) \| \| \| \| 358,350 \| Rödesunds hamn (bis 1937) \| Rödesunds hamn (bis 1937) \| \| \| 357,526 \| heutiges Streckenende \| heutiges Streckenende \| \| \| 357,032 \| Karlsborg \| Karlsborg \| \| \| \| Karlsborgs fästning (3 km)[1] \| \| \| \| 349,634 \| Mölltorp \| Mölltorp \| \| \| 347,700 \| Mölltorps grusgrop \| Mölltorps grusgrop \| \| \| 345,700 \| Marhultsby \| Marhultsby \| \| \| 344,220 \| Österbo \| Österbo \| \| \| 341,957 \| Fagersanna \| Fagersanna \| \| \| 340,824 \| Perstorpsgård \| Perstorpsgård \| \| \| 339,585 \| Örlebadet (ab 1934) \| Örlebadet (ab 1934) \| \| \| 339,400 \| Fagersanna grusgrop \| Fagersanna grusgrop \| \| \| 338,530 \| Örlebadet 1932–1934 \| Örlebadet 1932–1934 \| \| \| 337,000 \| Karlshagaby \| Karlshagaby \| \| \| 332,702 \| Tibro \| Tibro \| \| \| 330,945 \| Tidan \| Tidan \| \| \| 330,700 \| Balteryd \| Balteryd \| \| \| 326,200 \| Kungsryd \| Kungsryd \| \| \| 321,138 \| Igelstorp \| Igelstorp \| \| \| 318,000 \| Husebygård (ab 1944) \| Husebygård (ab 1944) \| \| \| \| Ösan \| \| \| \| \| Västra stambanan von Hallsberg \| \| \| \| 313,173 \| Skövde \| Skövde \| \| \| \| Västra stambanan nach Göteborg C \| \| \| \| \| \| \| \| Quellen: [2] \| \| \| \| |                      |                                  |                                  |
| |                      | Motala (bis 1937)                |                                  |
| Kopfbahnhof Streckenanfang (Strecke außer Betrieb) | 358,350              | Rödesunds hamn (bis 1937)        | Rödesunds hamn (bis 1937)        |
| Kilometer-Wechsel (Strecke außer Betrieb) | 357,526              | heutiges Streckenende            | heutiges Streckenende            |
| Bahnhof (Strecke außer Betrieb) | 357,032              | Karlsborg                        | Karlsborg                        |
| Abzweig geradeaus und nach links (Strecke außer Betrieb) |                      | Karlsborgs fästning (3 km)       | Karlsborgs fästning (3 km)       |
| Bahnhof (Strecke außer Betrieb) | 349,634              | Mölltorp                         | Mölltorp                         |
| Abzweig geradeaus und nach rechts (Strecke außer Betrieb) | 347,700              | Mölltorps grusgrop               | Mölltorps grusgrop               |
| Haltepunkt / Haltestelle (Strecke außer Betrieb) | 345,700              | Marhultsby                       | Marhultsby                       |
| Blockstelle (Strecke außer Betrieb) | 344,220              | Österbo                          | Österbo                          |
| Bahnhof (Strecke außer Betrieb) | 341,957              | Fagersanna                       | Fagersanna                       |
| Haltepunkt / Haltestelle (Strecke außer Betrieb) | 340,824              | Perstorpsgård                    | Perstorpsgård                    |
| Haltepunkt / Haltestelle (Strecke außer Betrieb) | 339,585              | Örlebadet (ab 1934)              | Örlebadet (ab 1934)              |
| Abzweig geradeaus und nach links (Strecke außer Betrieb) | 339,400              | Fagersanna grusgrop              | Fagersanna grusgrop              |
| Haltepunkt / Haltestelle (Strecke außer Betrieb) | 338,530              | Örlebadet 1932–1934              | Örlebadet 1932–1934              |
| Haltepunkt / Haltestelle (Strecke außer Betrieb) | 337,000              | Karlshagaby                      | Karlshagaby                      |
| Bahnhof (Strecke außer Betrieb) | 332,702              | Tibro                            | Tibro                            |
| Brücke über Wasserlauf (Strecke außer Betrieb) | 330,945              | Tidan                            | Tidan                            |
| Haltepunkt / Haltestelle (Strecke außer Betrieb) | 330,700              | Balteryd                         | Balteryd                         |
| Bahnhof (Strecke außer Betrieb) | 326,200              | Kungsryd                         | Kungsryd                         |
| Bahnhof (Strecke außer Betrieb) | 321,138              | Igelstorp                        | Igelstorp                        |
| Haltepunkt / Haltestelle (Strecke außer Betrieb) | 318,000              | Husebygård (ab 1944)             | Husebygård (ab 1944)             |
| Brücke über Wasserlauf (Strecke außer Betrieb) |                      | Ösan                             | Ösan                             |
| Abzweig ehemals geradeaus und von rechts |                      | Västra stambanan von Hallsberg   | Västra stambanan von Hallsberg   |
| Bahnhof | 313,173              | Skövde                           | Skövde                           |
| Strecke |                      | Västra stambanan nach Göteborg C | Västra stambanan nach Göteborg C |
| |                      |                                  |                                  |
| Quellen: |                      |                                  |                                  |

Die Bahnstrecke Skövde–Karlsborg, schwedisch Karlsborgsbanan genannt, ist eine eingleisige, normalspurige und elektrifizierte Eisenbahnstrecke in Västra Götalands län in Schweden. Sie führt von Skövde nach Karlsborg.

## Geschichte
Die Bahnstrecke wurde vom schwedischen Staat erbaut und offiziell am 27. Juli 1876 für den Personen- und Güterverkehr in Betrieb genommen. Die Betriebsführung übernahmen Statens Järnvägar.
Der Bau der Nebenstrecke erfolgte, um die Verkehrsverbindung zur Festung Karlsborg zu erleichtern. Mit dem Bau der Festung wurde 1820 begonnen. Sie wurde erst 1909 in Betrieb genommen, denn vorher war sie in Übereinstimmung mit den ursprünglichen Plänen nicht fertig. Die Festung befindet sich mitten im Land, aber es war damals die Idee, die sogenannte „Zentralverteidigung“ zu stärken. Im Kriegsfall sollte die schwedische Regierung hierher ziehen. Die Stadt nennt sich daher immer noch „Schwedens Reservehauptstadt“. Bereits 1925 wurde die Festung vom Militär nicht mehr in dieser Funktion verwendet.
Ohne die Festung blieb Karlsborg dennoch Garnisonsstadt und Industriebetriebe siedelten sich in den Orten entlang der Strecke, vor allem in Tibro, an. Sie waren alle Kunden der neu errichteten Eisenbahn. Einige Personenzüge fuhren bis Rödesunds hamn, wo Bootsanschluss über den Vättern nach Motala bestand. Dieser Personenverkehr endete 1937, als die Elektrifizierung der Strecke erfolgte. Die Strecke zum Hafen wurde 1979 abgebaut.
Der Bahnhof in Karlsborg wurde 2017 abgerissen.

## Zugbetrieb
Die Personenzüge wurden ab den 1960er Jahren von Triebwagen gefahren. Viele Jahre wurden Elektrotriebwagen vom Typ X16/X17 eingesetzt, in den letzten Betriebsjahren übernahmen die Dieseltriebwagen vom Typ Y7 die Personenzüge.
Im Güterverkehr kamen Elektrolokomotiven vom Typ Hg zum Einsatz. 1986 wurde der Fahrgastverkehr eingestellt, 1993 endeten die Güterzüge.

## Skövde-Karlsborgs Järnvägs AB
Ein privates Unternehmen mit einem einzigen Angestellten, Skövde-Karlsborgs Järnvägs AB, ein Tochtergesellschaft der Falkendal Förvaltning AB, übernahm den Güterverkehr 1995 mit der Diesellokomotive Z65 583, betrieb ihn jedoch nur einige Jahre. Der Unterhalt des Streckenabschnittes Tibro–Karlsborg endete am 27. Februar 2003 (Upphörande av underhåll). 2005 wurden die letzten Wagenladungen auf dem Abschnitt Skövde–Tibro zugestellt.

## Stilllegung
Mit Schreiben vom 21. August 2008 erklärte Banverket die Abwicklung der Gesamtstrecke mit den Teilmaßnahmen der Stilllegung des Abschnittes zwischen Tibro und Karlsborg sowie die Einstellung des Unterhaltes für den Streckenabschnitt Skövde–Tibro. Die Begründung erfolgte damit, dass in den letzten Jahren das Güteraufkommen hauptsächlich aus Spanplattentransporte nach Tibro für den weiteren Transport zur Möbelindustrie von Gyllensvan in Kättillstorp außerhalb von Falköping bestand, die inzwischen in Falköping abgewickelt werden. Der letzte Transport fand zwischen Weihnachten und Neujahr 2005 statt.
Im Reisezugverkehr wurden seit 1986 nur noch Museumsfahrten mit etwa 10 bis 20 Fahrten pro Jahr durchgeführt.
Einziger Nutzer in der Gemeinde Karlsborg waren die schwedischen Streitkräfte, die früher Panzer von und nach Mölltorp transportierten. Die Streitkräfte haben ihre Präsenz in Karlsborg weitgehend reduziert, weshalb die Transporte nicht mehr relevant sind.
Damit war das Angebot an Private verbunden, die Strecke zu übernehmen und weiter zu betreiben. Jeweils drei Jahre nach Einstellung des Unterhaltes kann die Stilllegung beschlossen werden.
Die Gleisanlagen sind noch vorhanden.
Trafikverket plant, die Strecke abzureißen. Der Abschnitt Tibro–Karlsborg wurde 2010 offiziell stillgelegt und der Abschnitt Skövde–Tibro folgte Ende 2018. Seit 2010 ist die Strecke ohne Unterhalt und befindet sich in einem schlechten Zustand. Danach wird das gesamte Gelände verkauft, das dann für Fußgänger- und Radwege sowie lokale Straßen genutzt werden kann. Es ist geplant. 2022 mit dem Abriss zu beginnen, der 2023 abgeschlossen sein soll.

## Zukunftsüberlegungen
Die Föreningen Svenska Järnvägsfrämjandet, eine politisch und wirtschaftlich unabhängige nationale Organisation, sowie die 2005 gegründete Föreningen Karlsborgsbanan möchten die Wiederaufnahme des Betriebes auf der Strecke Skövde–Karlsborg erreichen. Västra Götalandsregionen hat inzwischen die Möglichkeit einer Reaktivierung untersucht, wobei positive Erkenntnisse wie etwa eine kürzere Reisezeit im Personenverkehr herausgearbeitet wurden, die für eine Wiederinbetriebnahme sprechen würden.
Dem steht jedoch entgegen, dass zwei der betroffenen Gemeinden nicht daran interessiert sind. Dies wurde offenkundig, nachdem Trafikverket die Abwicklung der Strecke – also den Rückbau und die Beseitigung der Gleisanlagen – ankündigte. Während Karlsborg Einspruch erhob und weitere Untersuchungen einer Wiederinbetriebnahme forderte, hatten Skövde und Tibro keine Einwände gegen den Abbau. Allerdings hat es den Anschein, dass die Strecke „abgewickelt“ wird. Unabhängig von dem möglichen Verkehrspotential wäre bedeutende Investitionen in die Infrastruktur notwendig, um die Strecke wieder in einen betriebsfähigen Zustand zu versetzen.
Grobe Schätzungen ergaben, dass 264 Mill. SEK für die Erneuerung des Oberbaus mit vollständig geschweißten Schienen, somit sechs Millionen pro Kilometer notwendig wären. Die Kosten für die Erneuerung der Oberleitung würden zwischen 50 und 100 Millionen Kronen betragen. Darüber würden Kosten für die Umgestaltung von Straßen-/Schienenübergängen anfallen, um Zuggeschwindigkeiten bis zu 180 km/h zu ermöglichen.